# Kwak Kyung-taek

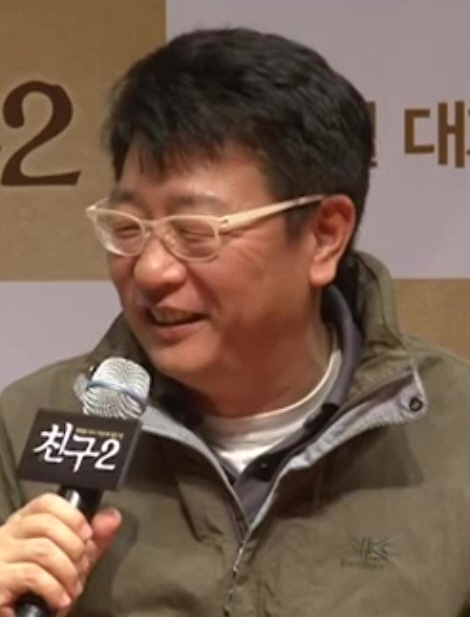
Kwak Kyung-taek

Kwak Kyung-taek (Busan, 23 mei 1966) is een Zuid-Koreaans filmregisseur en scenarioschrijver.

## Filmografie
Hij schreef de scenario's en deed de regie van de volgende films:
- 3pm Paradise (1997)
- Doctor K (1999)
- Friend (2001)
- Champion (2002)
- Mutt Boy (2003)
- Typhoon (2005)